# قرار مجلس الأمن التابع للأمم المتحدة رقم 1635
قرار مجلس الأمن التابع للأمم المتحدة رقم 1635، المتخذ بالإجماع في 28 تشرين الأول / أكتوبر 2005، بعد الإشارة إلى جميع القرارات السابقة بشأن الحالة في جمهورية الكونغو الديمقراطية، بما في ذلك القرارات 1565 (2004) و1592 (2005) و1596 (2005) و1621 (2005) و1628 (2005)، مدد المجلس ولاية بعثة الأمم المتحدة في جمهورية الكونغو الديمقراطية حتى 30 سبتمبر 2006.

## القرار

### أعمال
وبموجب الفصل السابع من ميثاق الأمم المتحدة، مدد المجلس ولاية بعثة منظمة الأمم المتحدة في جمهورية الكونغو الديمقراطية وزاد قوامها مؤقتًا بمقدار 300 فرد حتى 1 يوليو 2006. وحث الأحزاب الكونغولية على ضمان إجراء انتخابات حرة ونزيهة وشفافة وإجراء إصلاح لقطاع الأمن. وفي غضون ذلك، تم حث المجتمع الدولي على تقديم المساعدة لإصلاح الشرطة والقوات المسلحة، بينما طُلب من البعثة مواصلة تقديم المساعدة لعملية الانتقال السياسي.
وأخيرا، تم الترحيب بالجهود التي تبذلها البعثة لتنفيذ سياسة عدم التسامح مطلقا بشأن الاستغلال الجنسي.

## روابط خارجية
- نص القرار في undocs.org